# 崔炳炎
崔炳炎（1863年—1920年），字兰西，号祝农，直隶盐山县崔程赵村（今庆云县崔口镇前程赵村）人，清末官员，学者。同進士出身。

## 生平
光緒三十年（1904年），會試第150名；殿試登進士三甲第74名，分發以知縣任用。官至广东潮阳县知县。卸任后，投身教育，二子随读，长子崔豪入燕京大学，次子崔骥入燕京师范大学。晚年全家迁往江西南昌落户，民国九年（1920年）病故。

## 著作
崔炳炎才学卓著，与贾佩卿、蒋耀奎并称“燕南三杰”。著作有《濂墨轩文集》、《五千卷庐诗草》、《博普通斋论议》二集，《大学申古编》一卷、《读朱志疑》一卷、《公法评议》四卷等。

## 家族
兄崔澄寰亦为进士，官至山西隰州直隸州知州。